# Eddie Redmayne

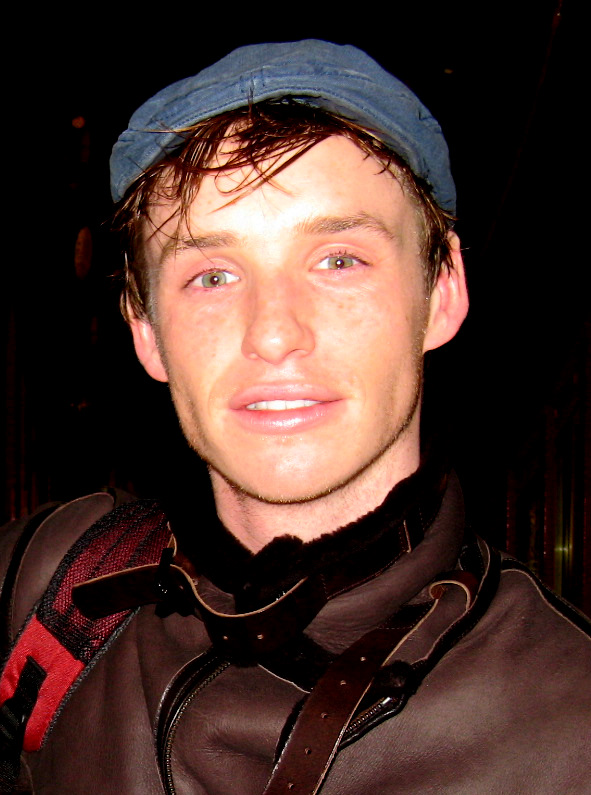
Eddie 2009

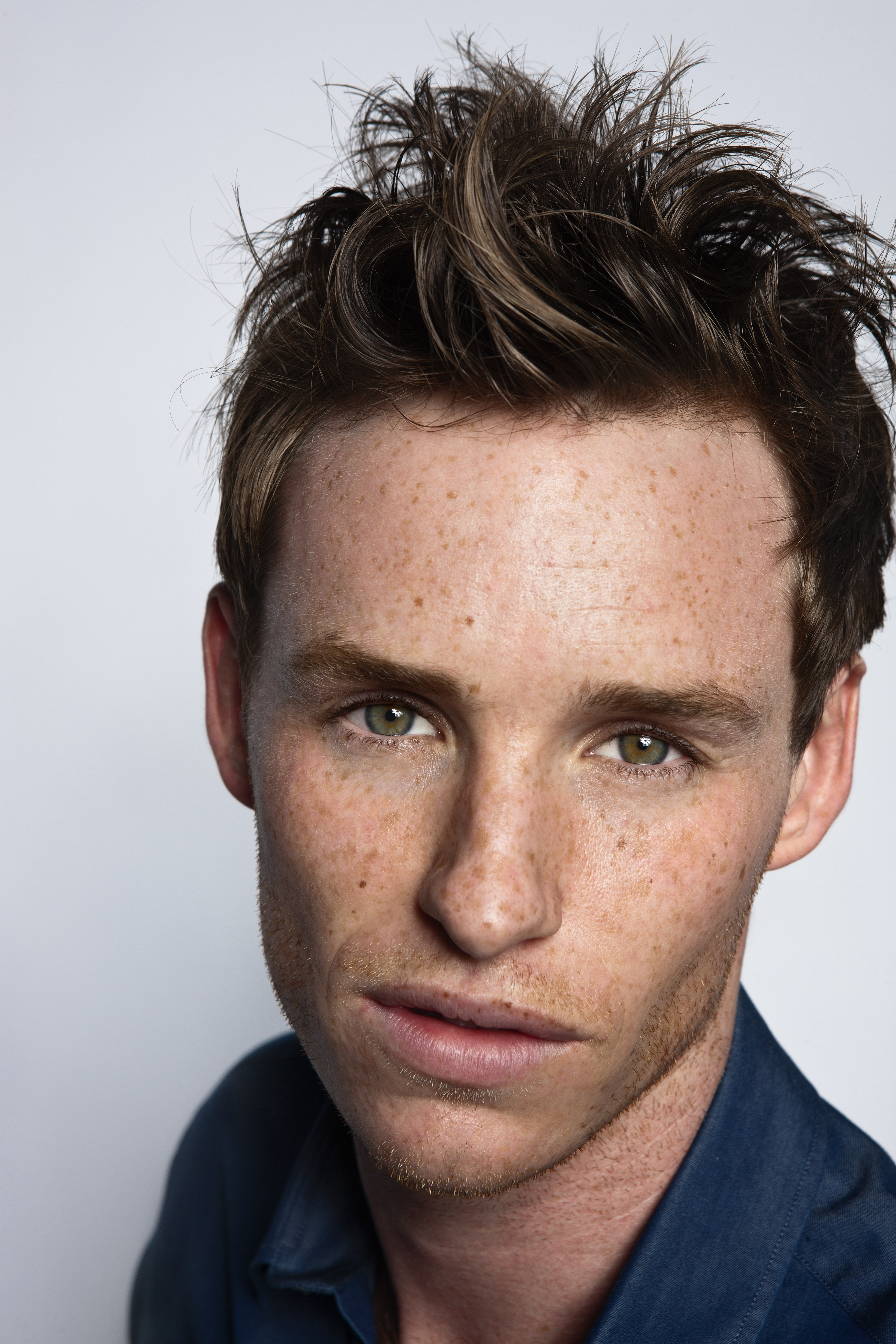
2011

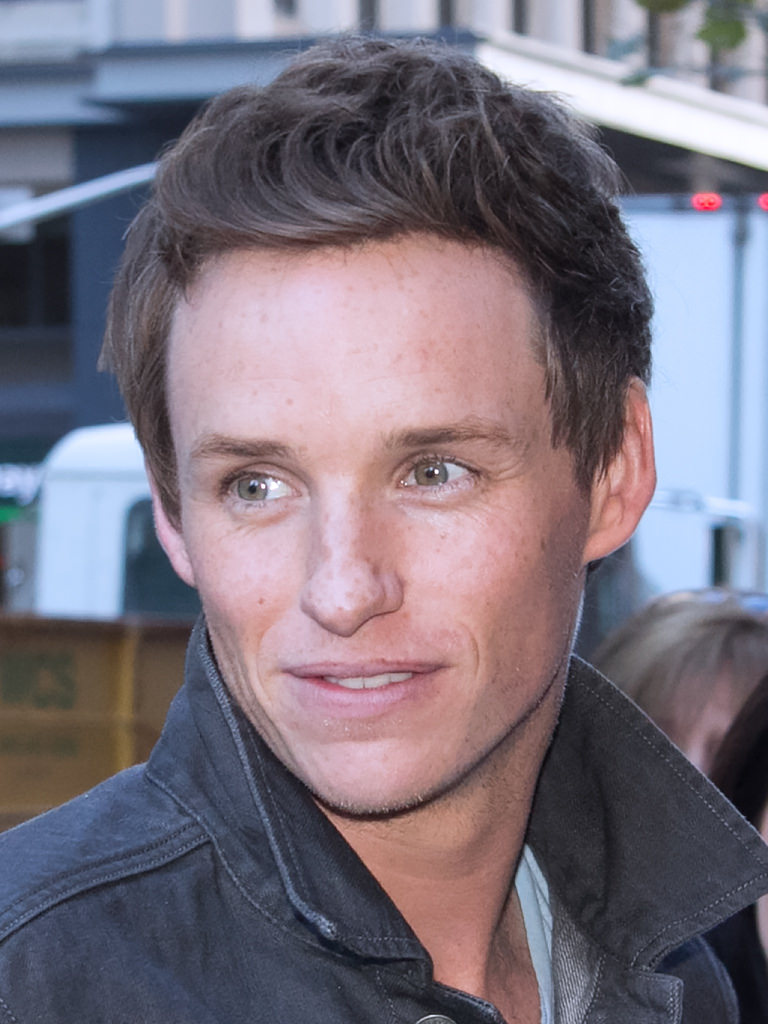
2014

Edward John David "Eddie" Redmayne, född 6 januari 1982 i London, är en brittisk skådespelare och modell. Han har medverkat i filmer som My Week with Marilyn, Les Misérables och Jupiter Ascending och The Danish Girl (2015). Han hyllades för sin roll som den kände astrofysikern Stephen Hawking i The Theory of Everything och belönades med ett stort antal filmpriser som Oscar för bästa manliga huvudroll, Golden Globe Award för bästa manliga huvudroll - drama och BAFTA Award för bästa manliga huvudroll. Han har även medverkat i Harry Potter-filmserien Fantastiska vidunder och var man hittar dem i rollen som huvudkaraktären Newt Scamander.

## Biografi
Redmayne föddes i London, Storbritannien. Hans mor, Patricia, driver ett omlokaliseringsföretag, och hans far, Richard Redmayne, är en affärsman i London. År 2000 började han studera vid Eton College och därefter fortsatte han med att studera konsthistoria vid Trinity College i Cambridge, som han tog examen från år 2003 med 2:1 i examensbetyg, second class honours, upper division.

## Filmografi

### Film
| År   | Titel                                                 | Roll                            | Noteringar |
| ---- | ----------------------------------------------------- | ------------------------------- | --- |
| 2006 | Like Minds                                            | Alex Forbes                     | |
| 2006 | Den innersta kretsen                                  | Edward Jr.                      | |
| 2007 | Savage Grace                                          | Antony Baekeland                | |
| 2007 | Elizabeth: The Golden Age                             | Anthony Babington               | |
| 2008 | The Yellow Handkerchief                               | Gordy                           | |
| 2008 | Den andra systern Boleyn                              | William Stafford                | |
| 2009 | Powder Blue                                           | Qwerty Doolittle                | |
| 2009 | Glorious 39                                           | Ralph Keyes                     | |
| 2010 | Black Death                                           | Osmund                          | |
| 2011 | Hick                                                  | Eddie Kreezer                   | |
| 2011 | My Week with Marilyn                                  | Colin Clark                     | Nominerad — BAFTA för Rising Star Award |
| 2012 | Les Misérables                                        | Marius Pontmercy                | National Board of Review Award för Best Cast Santa Barbara International Film Festival — Virtuoso Award Satellite Awards för Best Cast – Motion Picture Washington D.C. Area Film Critics Association Award för Best Ensemble Nominerad — Evening Standard British Film Award för Best Actor Nominerad — Broadcast Film Critics Association Award för Best Acting Ensemble Nominerad — Phoenix Film Critics Society Award för Best Cast Nominerad — San Diego Film Critics Society Award för Best Performance by an Ensemble Nominerad — Satellite Awards för Best Supporting Actor – Motion Picture Nominerad — Screen Actors Guild Award för Outstanding Performance by a Cast in a Motion Picture |
| 2014 | The Theory of Everything                              | Stephen Hawking                 | Oscar för bästa manliga huvudroll Golden Globe Award för bästa manliga huvudroll - drama BAFTA Award för bästa manliga huvudroll |
| 2014 | Jupiter Ascending                                     | Balem Abrasax                   | Razzie för sämsta manliga biroll |
| 2015 | Thomas & Friends: Sodor's Legend of the Lost Treasure | Ryan (röst; Storbritannien/USA) | |
| 2015 | The Danish Girl                                       | Lili Elbe                       | Nominerad − Oscar för bästa manliga huvudroll Nominerad − Golden Globe Award för bästa manliga huvudroll – drama Nominerad − BAFTA Award för bästa manliga huvudroll Nominerad − Screen Actors Guild Award för bästa manliga huvudroll Nominerad − Critics' Choice Movie Award för bästa manliga skådespelare Nominerad − Satellite Award för bästa manliga huvudroll |
| 2016 | Fantastiska vidunder och var man hittar dem           | Newt Scamander                  | |
| 2018 | Grottmannen Dug                                       | Dug (röst)                      | |
| 2018 | Fantastiska vidunder: Grindelwalds brott              | Newt Scamander                  | |
| 2019 | The Aeronauts                                         | James Glaisher                  | |
| 2020 | The Trial of the Chicago 7                            | Tom Hayden                      | |

### TV
| År   | Titel                       | Roll              | Noteringar                        |
| ---- | --------------------------- | ----------------- | --------------------------------- |
| 1998 | Animal Ark                  | John Hardy        | Avsnitt "Bunnies in the Bathroom" |
| 2003 | Doctors                     | Rob Huntley       | Avsnitt "Crescendo"               |
| 2005 | Elizabeth I                 | Southampton       | Avsnitt "Southampton"             |
| 2008 | Tess of the d'Urbervilles   | Angel Clare       | 4 avsnitt                         |
| 2010 | The Pillars of the Earth    | Jack Jackson      | 9 avsnitt                         |
| 2012 | Birdsong                    | Stephen Wraysford | Miniserie (2 avsnitt)             |
| 2015 | War Art with Eddie Redmayne | Sig själv         | Dokumentär                        |
| 2024 | Schakalen                   | Schakalen         |                                   |

### Teater
| År        | Titel                       | Roll            | Teater/Noteringar |
| --------- | --------------------------- | --------------- | --- |
| 2002      | Twelfth Night               |                 | Middle Temple Hall |
| 2004      | The Goat, or Who Is Sylvia? |                 | Theatre Awards för Outstanding Newcomer |
| 2008      | Now or Later                |                 | Royal Court Theatre |
| 2009–2010 | Red                         |                 | Donmar Warehouse John Golden Theatre Laurence Olivier Award för Best Actor in a Supporting Role Tony Award för Best Performance by a Featured Actor in a Play |
| 2011–2012 | Richard II                  | King Richard II | Donmar Warehouse |

## Utmärkelser
- Theatre World Award,  2010[7]
- Laurence Oliviers pris för bästa skådespelare i en biroll, för Röd,  21 mars 2010
- Tony Award for Best Featured Actor in a Play, för Röd,  13 juni 2010
- Screen Actors Guild Award för bästa manliga huvudroll, för The Theory of Everything,  22 januari 2015
- BAFTA Award för bästa manliga huvudroll, för The Theory of Everything,  8 februari 2015
- Oscar för bästa manliga huvudroll, för The Theory of Everything,  22 februari 2015[8]
- Officer av Brittiska imperieorden
- Golden Globe Award

[Redigera Wikidata]